# Stockholm Bauhaus Athletics

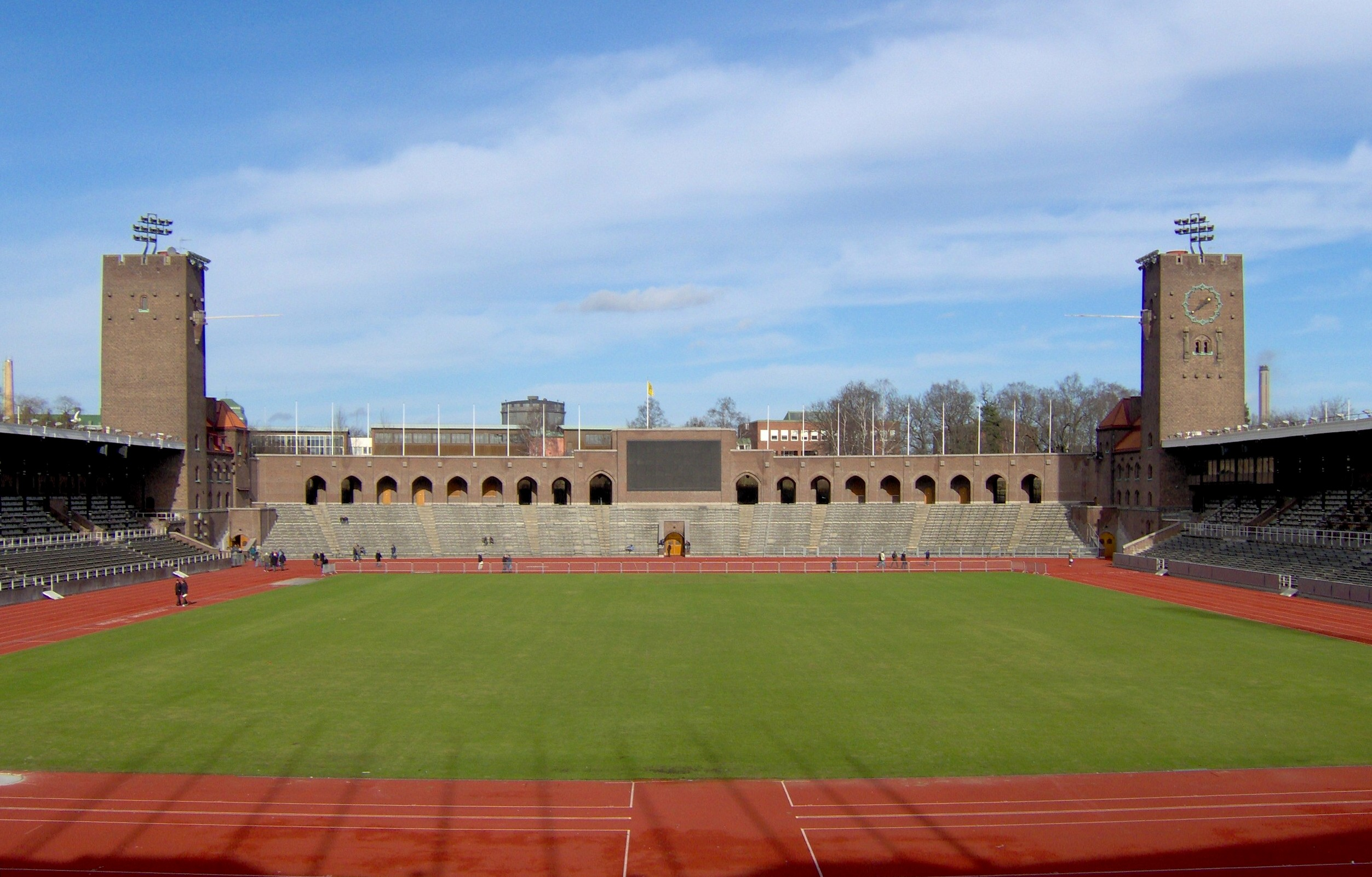
Het Stockholms Olympiastadion.

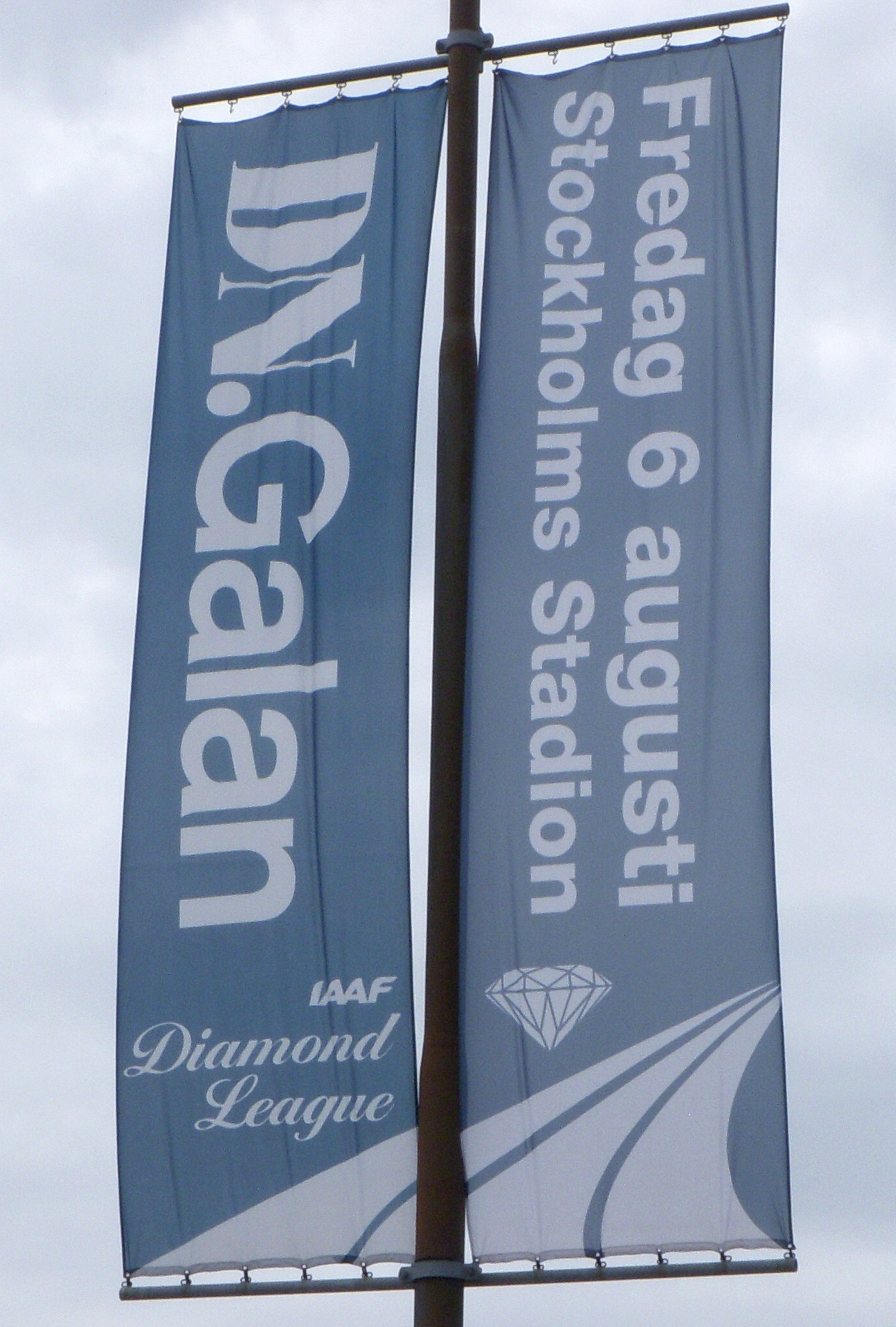
Vlag van de DN Galan 2010

De Stockholm Bauhaus Athletics (voorheen genoemd DN Galan) is een jaarlijks atletiekevenement, gehouden in het Stockholms Olympiastadion in Stockholm (Zweden). De wedstrijd behoort tot de IAAF Diamond League sinds 2010. Daarvoor hoorde hij bij Super Grand Prix-wedstrijden.
De DN Galan werd voor het eerst georganiseerd in 1967 door Sixten Borg. De wedstrijd vloeide uit de Julitävlingarna ("Juliwedstrijden") die in de jaren ervoor plaatsvonden. In het begin van het bestaan van de DN Galan werd de wedstrijd over twee dagen verspreid. Later werd dat zoals de meeste andere atletiekwedstrijden naar één dag gebracht.

## Wereldrecords tijdens de DN Galan
In de jaren vanaf 1967 is er dertien keer een wereldrecord verbroken tijdens de DN Galan.
| Datum        | Atleet              | Land | Onderdeel            | Prestatie | Huidig wereldrecord                |
| ------------ | ------------------- | ---- | -------------------- | --------- | ---------------------------------- |
| 5 juli 1967  | Judy Pollock        | AUS  | 880 yards            | 2.02,0    | ?                                  |
| 5 juli 1972  | Ricky Bruch         | SWE  | discuswerpen         | 68,40 m   | Nee, verbeterd op 14 maart 1975    |
| 6 juli 1972  | Jānis Lūsis         | LAT  | speerwerpen          | 93,80 m   | Nee, verbeterd op 5 mei 1973       |
| 1 juli 1975  | Anders Gärderud     | SWE  | 3000 m steeplechase  | 8.09,8    | Nee, verbeterd op 28 juli 1976     |
| 5 juli 1977  | Dick Quax           | NZL  | 5000 m               | 13.12,9   | Nee, verbeterd op 8 april 1978     |
| 2 juli 1984  | Fernando Mamede     | POR  | 10.000 m             | 27.13,81  | Nee, verbeterd op 18 augustus 1989 |
| 30 juni 1987 | Patrik Sjöberg      | SWE  | hoogspringen         | 2,42 m    | Nee, verbeterd op 8 september 1988 |
| 3 juli 1989  | Peter Koech         | KEN  | 3000 m steeplechase  | 8.05,35   | Nee, verbeterd op 19 augustus 1992 |
| 3 juli 1989  | Galina Tsjistjakova | URS  | hink-stap-springen   | 14,52 m*  | Nee, verbeterd op 25 augustus 1990 |
| 2 juli 1990  | Steve Backley       | GBR  | speerwerpen          | 89,58 m   | Nee, verbeterd op 25 januari 1992  |
| 5 juli 1993  | Richard Chelimo     | KEN  | 10.000 m             | 27.07,91  | Nee, verbeterd op 10 juli 1993     |
| 7 juli 1997  | Wilson Kipketer     | DEN  | 800 m                | 1.41,73   | Nee, verbeterd op 13 augustus 1997 |
| 15 juni 2025 | Armand Duplantis    | SWE  | polsstokhoogspringen | 6,28 m    | Ja                                 |

*Officieus record

## Meetingrecords
| Onderdeel            | Prestatie          | Atleet                                                                               | Nationaliteit | Datum            |
| -------------------- | ------------------ | ------------------------------------------------------------------------------------ | ------------- | ---------------- |
| 100 m                | 9,84 s (±0,0 m/s)  | Tyson Gay                                                                            | USA           | 6 augustus 2010  |
| 200 m                | 19,77 s (+0,6 m/s) | Michael Johnson                                                                      | USA           | 8 juli 1996      |
| 400 m                | 43,50 s            | Jeremy Wariner                                                                       | USA           | 7 augustus 2007  |
| 600 m                | 1.15,99            | Musaeb Balla                                                                         | QAT           | 22 augustus 2013 |
| 800 m                | 1.41,73            | Wilson Kipketer                                                                      | DEN           | 7 juli 1997      |
| 1000 m               | 2.13,93            | Abubaker Kaki Khamis                                                                 | SUD           | 22 juli 2008     |
| 1500 m               | 3.29,30            | Hicham El Guerrouj                                                                   | MAR           | 7 juli 1997      |
| 1 Eng. mijl          | 3.51,32            | John Kibowen                                                                         | KEN           | 5 augustus 1998  |
| 2000 m               | 4.50,08            | Noah Ngeny                                                                           | KEN           | 30 juli 1999     |
| 3000 m               | 7.25,79            | Kenenisa Bekele                                                                      | ETH           | 7 augustus 2007  |
| 5000 m               | 12.44,27           | Andreas Almgren                                                                      | SWE           | 15 juni 2025     |
| 10.000 m             | 26.50,16           | Rhonex Kipruto                                                                       | KEN           | 18 mei 2019      |
| 110 m horden         | 12,91 s (+0,2 m/s) | Dayron Robles                                                                        | CUB           | 22 juli 2008     |
| 400 m horden         | 46,54 s            | Rai Benjamin                                                                         | USA           | 15 juni 2025     |
| 3000 m steeplechase  | 7.59,42            | Paul Kipsiele Koech                                                                  | KEN           | 7 augustus 2007  |
| hoogspringen         | 2,42 m             | Patrik Sjöberg                                                                       | SWE           | 30 juni 1987     |
| polsstokhoogspringen | 6,28 m             | Armand Duplantis                                                                     | SWE           | 15 juni 2025     |
| verspringen          | 8,59 m (+0,4 m/s)  | Iván Pedroso                                                                         | CUB           | 7 juli 1997      |
| hink-stap-springen   | 17,93 m (+1,6 m/s) | Kenny Harrison                                                                       | USA           | 2 juli 1990      |
| kogelstoten          | 22,09 m            | Christian Cantwell                                                                   | USA           | 5 augustus 2010  |
| discuswerpen         | 70,02 m            | Kristjan Čeh                                                                         | SLO           | 30 juni 2022     |
| kogelslingeren       | 77,06 m            | Tore Gustafsson                                                                      | SWE           | 3 juli 1989      |
| speerwerpen          | 90,31 m            | Anderson Peters                                                                      | GRN           | 30 June 2022     |
| 4 x 100 m            | 37,99 s            | United States Blue: Terrence Trammell Wallace Spearmon Shawn Crawford Michael Rodger | USA           | 22 juli 2008     |

| Onderdeel            | Prestatie          | Atlete                                                      | Nationaliteit | Datum            |
| -------------------- | ------------------ | ----------------------------------------------------------- | ------------- | ---------------- |
| 100 m                | 10,75 s (+0,9 m/s) | Julien Alfred                                               | LCA           | 15 juni 2025     |
| 200 m                | 21,88 s (+1,3 m/s) | Allyson Felix                                               | USA           | 31 juli 2009     |
| 400 m                | 49,70 s            | Allyson Felix                                               | USA           | 7 augustus 2007  |
| 800 m                | 1.56,28            | Rose Mary Almanza                                           | CUB           | 4 juli 2021      |
| 1000 m               | 2.30,72            | Maria Mutola                                                | MOZ           | 10 juli 1995     |
| 1500 m               | 3.57,12            | Mary Decker                                                 | USA           | 4 juli 1983      |
| 1 Eng. mijl          | 4.24,6             | Silvana Cruciata                                            | ITA           | 8 juli 1981      |
| 3000 m               | 8.24,66            | Meseret Defar                                               | ETH           | 25 juli 2006     |
| 5000 m               | 14.12,88           | Meseret Defar                                               | ETH           | 22 juli 2008     |
| 10.000 m             | 31.07,34           | Meseret Defar                                               | ETH           | 31 juli 2009     |
| 100 m horden         | 12,33 s (+1,4 m/s) | Grace Stark                                                 | USA           | 15 juni 2025     |
| 400 m horden         | 52,11 s            | Femke Bol                                                   | NED           | 15 juni 2025     |
| 3000 m steeplechase  | 9.04,34            | Hyvin Kiyeng                                                | KEN           | 4 juli 2021      |
| hoogspringen         | 2,07 m             | Blanka Vlašić                                               | CRO           | 7 augustus 2007  |
| polsstokhoogspringen | 4,86 m             | Sandi Morris                                                | USA           | 10 juni 2018     |
| verspringen          | 7,05 m (+0,7 m/s)  | Galina Tsjistjakova                                         | URS           | 3 juli 1989      |
| verspringen          | 7,05 m (+1,3 m/s)  | Tara Davis-Woodhall                                         | USA           | 15 juni 2025     |
| hink-stap-springen   | 14,83 m (+1,9 m/s) | Caterine Ibargüen                                           | COL           | 29 juli 2011     |
| kogelstoten          | 20,57 m            | Valerie Adams                                               | NZL           | 28 juli 2011     |
| discuswerpen         | 68,77 m            | Sandra Perković                                             | CRO           | 17 augustus 2012 |
| speerwerpen          | 68,59 m            | Maria Abakoemova                                            | RUS           | 22 augustus 2013 |
| 4 x 100 m            | 42,13 s            | Géraldine Frey Mujinga Kambundji Salomé Kora Ajla del Ponte | SUI           | 30 juni 2022     |